# Unaspis pseudaesculus
Unaspis pseudaesculus är en insektsart som beskrevs av Tang 1986. Unaspis pseudaesculus ingår i släktet Unaspis och familjen pansarsköldlöss. Inga underarter finns listade i Catalogue of Life.